# أ. تن أيك براون
أ. تن أيك براون (بالإنجليزية: A. Ten Eyck Brown)‏ هو مهندس معماري أمريكي، ولد في 1878، وتوفي في 1940.